# Oprolmier
De oprolmier of schraallandmier (Myrmecina graminicola) is een mierensoort uit de onderfamilie van de Myrmicinae. De wetenschappelijke naam van de soort is voor het eerst geldig gepubliceerd in 1802 door Latreille.